# Vòng loại Cúp bóng đá châu Phi 2025 (Bảng B)
Bảng B của Vòng loại Cúp bóng đá châu Phi 2025 là một trong mười hai bảng đấu sẽ quyết định đội nào đủ điều kiện tham dự vòng chung kết Cúp bóng đá châu Phi 2025 diễn ra tại Maroc. Bảng B bao gồm 4 đội tuyển: Maroc, Gabon, Cộng hòa Trung Phi và Lesotho.
Các đội tuyển sẽ thi đấu với nhau theo thể thức vòng tròn một lượt (sân nhà – sân khách), các trận đấu diễn ra từ tháng 9 đến tháng 11 năm 2024.

## Bảng xếp hạng
| VT | Đội       | ST | T | H | B | BT | BB | HS  | Đ  | Giành quyền tham dự |     |     |     |     |     |
| -- | --------- | -- | - | - | - | -- | -- | --- | -- | ------------------- | --- | --- | --- | --- | --- |
| 1  | Maroc     | 6  | 6 | 0 | 0 | 26 | 2  | +24 | 18 | Vòng chung kết      |     | —   | 4–1 | 7–0 | 5–0 |
| 2  | Gabon     | 6  | 3 | 1 | 2 | 7  | 9  | −2  | 10 | Vòng chung kết      |     | 1–5 | —   | 0–0 | 2–0 |
| 3  | Lesotho   | 6  | 1 | 1 | 4 | 2  | 13 | −11 | 4  |                     |     | 0–1 | 0–2 | —   | 1–0 |
| 4  | Trung Phi | 6  | 1 | 0 | 5 | 3  | 14 | −11 | 3  |                     | 0–4 | 0–1 | 3–1 | —   |     |

1. ↑  Maroc đã đủ điều kiện tham dự vòng chung kết với tư cách là nước chủ nhà.

## Các trận đấu
| Trung Phi                         | 3–1      | Lesotho    |
| --------------------------------- | -------- | ---------- |
| - Mafouta 1', 24' - Koyalipou 62' | Chi tiết | - Sera 56' |

| Maroc                                                         | 4–1      | Gabon                    |
| ------------------------------------------------------------- | -------- | ------------------------ |
| - Ziyech 10' (ph.đ.), 26' (ph.đ.) - Brahim 59' - El Kaabi 82' | Chi tiết | - Aubameyang 40' (ph.đ.) |

| Lesotho | 0–1      | Maroc          |
| ------- | -------- | -------------- |
|         | Chi tiết | - Brahim 90+3' |

| Gabon                                  | 2–0      | Trung Phi |
| -------------------------------------- | -------- | --------- |
| - Aubameyang 11' (ph.đ.) - Babicka 39' | Chi tiết |           |

| Gabon | 0–0      | Lesotho |
| ----- | -------- | ------- |
|       | Chi tiết |         |

| Maroc                                                                  | 5–0      | Trung Phi |
| ---------------------------------------------------------------------- | -------- | --------- |
| - Ezzalzouli 18' - Ounahi 38', 45+2' - Hakimi 45' - Rahimi 71' (ph.đ.) | Chi tiết |           |

| Lesotho | 0–2      | Gabon                       |
| ------- | -------- | --------------------------- |
|         | Chi tiết | - Babicka 55' - Effaghe 84' |

| Trung Phi | 0–4      | Maroc                                                          |
| --------- | -------- | -------------------------------------------------------------- |
|           | Chi tiết | - Ben Seghir 34', 38' - En-Nesyri 50' (ph.đ.) - Ezzalzouli 66' |

| Lesotho        | 1–0      | Trung Phi |
| -------------- | -------- | --------- |
| Mokhachane 51' | Chi tiết |           |

| Gabon        | 1–5      | Maroc                                                         |
| ------------ | -------- | ------------------------------------------------------------- |
| - Bouanga 4' | Chi tiết | - Harkass 17' - Brahim 20', 23' - En-Nesyri 81' - Saibari 90' |

| Maroc                                                                           | 7–0      | Lesotho |
| ------------------------------------------------------------------------------- | -------- | ------- |
| - Brahim 5', 15', 42' - Rahimi 37', 45+2' (ph.đ.) - En-Nesyri 68' - Saibari 70' | Chi tiết |         |

| Trung Phi | 0–1      | Gabon               |
| --------- | -------- | ------------------- |
|           | Chi tiết | - Kanga 74' (ph.đ.) |

## Cầu thủ ghi bàn
Đang có 38 bàn thắng ghi được trong 12 trận đấu, trung bình 3.17 bàn thắng mỗi trận đấu.
7 bàn thắng
- Brahim Díaz

3 bàn thắng
- Youssef En-Nesyri
- Soufiane Rahimi

2 bàn thắng
- Louis Mafouta
- Pierre-Emerick Aubameyang
- Shavy Babicka
- Eliesse Ben Seghir
- Abde Ezzalzouli
- Azzedine Ounahi
- Ismael Saibari
- Hakim Ziyech

1 bàn thắng
- Goduine Koyalipou
- Denis Bouanga
- Rody Effaghe
- Guélor Kanga
- Neo Mokhachane
- Sera Motebang
- Ayoub El Kaabi
- Achraf Hakimi
- Jamal Harkass